# مرزة
يُعد المُرْزَة أو العُقَيِّب أو الهَارّ أو الصَقرُ السَلّابُ (بالإنجليزية: Harrier) واحدًا من الأنواع الباز التي تشكل فُصيلة المرزاوات (Circinae) المنحدرة من فصيلة البازيات التي تعد من الطيور الجارحة. وتمتلك فصيلة طيور المرزة طريقة خاصة بها في الصيد، حيث إنها تطير على ارتفاعٍ منخفض في الأراضي المفتوحة، وتتغذى على صغار الثدييات أو الزواحف أو الطيور.

## الأجناس
- مرزة (جنس)

## وصلات خارجية
- http://ibc.lynxeds.com/family/hawks-eagles-accipitridae